# 塞多夫角
塞多夫角（英語：Cape Sedov）是南極洲的海岬，位於毛德皇后地的阿斯特里德公主海岸，處於拉扎列夫冰架西北端，由德國探險隊發現和繪入地圖，現時由南極條約體系管理。